# Pozzo etrusco
Il Pozzo etrusco, noto anche come "Pozzo Sorbello" dal nome della famiglia tuttora proprietaria del palazzo che ingloba la struttura, si trova a Perugia, nel centro storico della città. L'accesso all'ambiente ipogeo, attualmente aperto al pubblico come museo, è dato, al civico 18 di piazza Danti, da un passaggio coperto che conduce agli ambienti sotterranei di Palazzo Sorbello.

## Storia
Il pozzo etrusco è ubicato nelle immediate vicinanze del "colle del Sole" a 477 m s.l.m., il punto più elevato della città di Perugia, in corrispondenza dell'antica acropoli della città etrusca. 
Si suppone che la sua costruzione, databile alla seconda metà del III secolo a. C., si rese necessaria per far fronte al fabbisogno idrico della popolazione. La struttura fu oggetto di vari rifacimenti nel corso dei secoli, i primi databili al XV secolo: questo fatto ha suggerito un ininterrotto utilizzo della riserva idrica da parte della comunità locale. Questa continuità sarebbe effettivamente confermata dalla realizzazione della vera, ubicata al centro nell'attuale Piazza Piccinino (già piazza dei Gigli), che indica il monumento a livello stradale.
La vera del pozzo, originariamente utilizzata dalla popolazione per estrarre acqua dalla cisterna sotterranea (probabile costruzione XIV-XV sec.) aperta tra l'ingresso di Palazzo Sorbello e la Chiesa della Compagnia della Morte, subì nel tempo ripetuti danneggiamenti, occorsi fino a tempi recenti. Fu più volte restaurata dal Comune, ma, in seguito ad un più grave danneggiamento che fece precipitare nel fondo del Pozzo parte del parapetto, recuperato nella metà degli anni ’60, si provvide ad una sua migliore collocazione nel prato antistante il Tempio di Sant’Angelo, dove rimase fino al 1973, anno della sua ricollocazione.

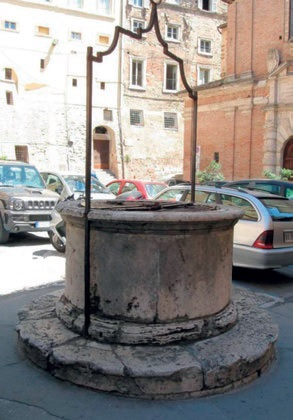
La vera del pozzo, situata in Piazza Piccinino, di fronte all'ingresso di Palazzo Sorbello.

La storia del pozzo etrusco di Perugia è legata imprescindibilmente a quella di palazzo Sorbello e dei suoi proprietari che si susseguirono nel corso del tempo, i quali ebbero anche il possesso del pozzo (il cui accesso è dato da alcuni locali nei sotterranei dello stesso edificio). Palazzo Sorbello, originariamente fatto costruire da Niccolò Montemelini nel XVI secolo, ed eretto parzialmente su murature di origine etrusca, prese il posto di una torre e tre abitazioni di epoca medievale, le cui vestigia si possono ancora apprezzare nei sotterranei. Nel 1629 il Palazzo fu acquistato da Diomede degli Oddi, per passare poi tra le proprietà dei conti Eugeni di Perugia. Nel 1780, il Marchese Uguccione III Bourbon di Sorbello acquisì il palazzo dal conte Antonio Eugeni, facendone la sua residenza principale e di conseguenza legando con esso la proprietà del pozzo etrusco alla sua famiglia. Malgrado il possesso effettivo del bene, Uguccione III stabilì che tutti i residenti nella piazza avessero la possibilità di disporre liberamente dell’acqua del pozzo, senza doversi recare alle fontane pubbliche presenti nel centro storico.
Nel 1960, su indicazione di Uguccione V Ranieri Bourbon di Sorbello, venne effettuato un primo sopralluogo, con il quale venne per la prima volta attribuita la costruzione dell’opera all'ingegneria idraulica etrusca. Un secondo sopralluogo, effettuato tramite immersione, permise al professor Filippo Magi, allora docente di Archeologia e Storia dell’arte greca e romana e di Etruscologia e Antichità italiche presso la Facoltà di Lettere e Filosofia dell’Università degli Studi di Perugia, di considerare il pozzo etrusco di Perugia come una delle maggiori opere frutto dell'ingegneria idraulica etrusca fino ad allora conosciute.

## Descrizione

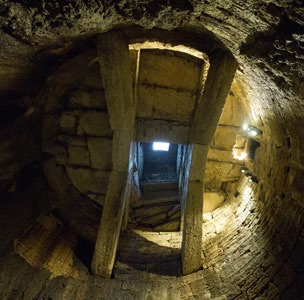
Dettaglio della copertura a "capriate" in travertino del Pozzo etrusco di Perugia.

Il pozzo è costituito da una struttura a canna cilindrica, profonda circa 37 m e scavata in un terreno composto prevalentemente da argilla e ciottoli arrotondati (detto "tassello mandorlato"). I primi 4 metri al di sotto del livello stradale sono occupati da un ambiente quadrangolare che va poi ad ampliarsi fino alla profondità di 16 metri, per costituire un grande ambiente a cisterna avente un diametro di circa 5,60 metri. La parte superiore di questa struttura è caratterizzata da un rivestimento in grandi blocchi di travertino, alla cui sommità si innesta una doppia travatura in pietra, posizionata a incastro senza l’uso di malta o di calce, la quale forma due “capriate”, ciascuna del peso di 80 quintali circa, che sorreggono la copertura sovrastante, anch'essa in lastroni di travertino.
A partire dai 16 metri sotto il livello stradale, la struttura a canna del pozzo va restringendosi fino ad avere un diametro di 3 metri. 
In un primo periodo, per la raccolta dell’acqua si dovette utilizzare il sistema dei secchi legati ad una fune, fatto evidenziato dalla presenza di evidenti scanalature visibili sulla superficie dei blocchi di travertino della copertura. Un sistema a carrucola centrale fu adottato solo in seguito, venendo messa a chiusura dell’imboccatura della vera una graticciata di ferro, sulla quale fu incisa la data del 1768 e vi vennero apposti due stemmi gentilizi, anch'essi in ferro, l’uno dei marchesi Bourbon di Sorbello, l’altro della precedente famiglia proprietaria, i Conti Eugeni.
Tipologicamente il pozzo può essere accostato, ma non assimilato, ad una classe di opere diffuse ovunque, con la medesima finalità, anche se non sempre della medesima struttura. L'omogeneità di materiale e tecniche costruttive riscontrata tra il pozzo e le mura etrusche di Perugia consente di ipotizzare che questo sia stato realizzato fin dal principio come opera pubblica. Un'affinità con la copertura a volte del pozzo etrusco è attestata in un'altra cisterna di epoca etrusca, anch'essa rinvenuta in Perugia, presso via Caporali.
Durante i vari rilievi speleologici svolti nel corso degli anni si è appurato che il pozzo ha una dimensione, complessiva in ogni sua parte, di 424 m3 arrivando a contenere (a massimo regime) fino a 424.000 litri di acqua. Il pozzo è tuttora attivo, alimentato da 3 polle sorgive perenni. Nel 1996 la struttura venne svuotata dell'acqua presente per dei rilievi fotografici.

## Sito archeologico e turistico
Dal luglio 2016 la Fondazione Ranieri di Sorbello, ente culturale avente sede presso Palazzo Sorbello ed erede del patrimonio della famiglia dei marchesi Ranieri Bourbon di Sorbello, dopo aver provveduto ad un restauro e ad una nuova disposizione delle sale d’accesso, gestisce il sito archeologico con finalità museale.